# Gueutteville
Gueutteville é uma comuna francesa na região administrativa da Normandia, no departamento de Sena Marítimo. Estende-se por uma área de 3,05 km². Em 2010 a comuna tinha 86 habitantes (densidade: 28,2 hab./km²).